# Réserve de faune de Niénendougou
La réserve de faune de Nienendougou est située dans le cercle de Bougouni, région de Sikasso au Mali. Créé par arrêté le 14 décembre 2001, elle couvre une superficie de 40 640 hectares et est adjacente à la zone d’intérêt cynégétique de
Nienendougou .

## Flore et faune
Les principales espèces végétales sont le Karité, le Vène, l’Erythrophleum guineense, le Néré, Daniela oliveri, et une espèce de bambou (Oxytenanthera abyssinica).
Plusieurs mammifères sont présents dans la réserve dont le Cobe de Buffon, l’Hippopotame, l’Hippotrague